# Institut de propulsion spatiale
L'institut de propulsion spatiale, situé dans le village de Lampoldshausen près de Möckmühl en Allemagne, est l'un des huit centres de recherches du Centre allemand pour l'aéronautique et l'astronautique (DLR).
Ce site est utilisé pour réaliser des essais de moteurs-fusées pour le compte de l'Agence spatiale européenne (ESA) et en coopération avec l'industrie spatiale européenne. Environ 220 personnes travaillent sur le centre, pour effectuer de la recherche et développement dans le domaine de la propulsion spatiale et pour exploiter les bancs d'essais.

## Bancs d'essais
Les installations s'étendent sur une surface de 35 hectares, et comportent 7 bancs d'essais.

### Banc d'essais P1
Le banc d'essais P1 permet de simuler un environnement de haute altitude. Il est utilisé pour les propulseurs ayant une poussée allant jusqu'à 600 N , comme des propulseurs de Reaction Control System (RCS) et des moteurs d'apogée.

### Banc d'essais P2

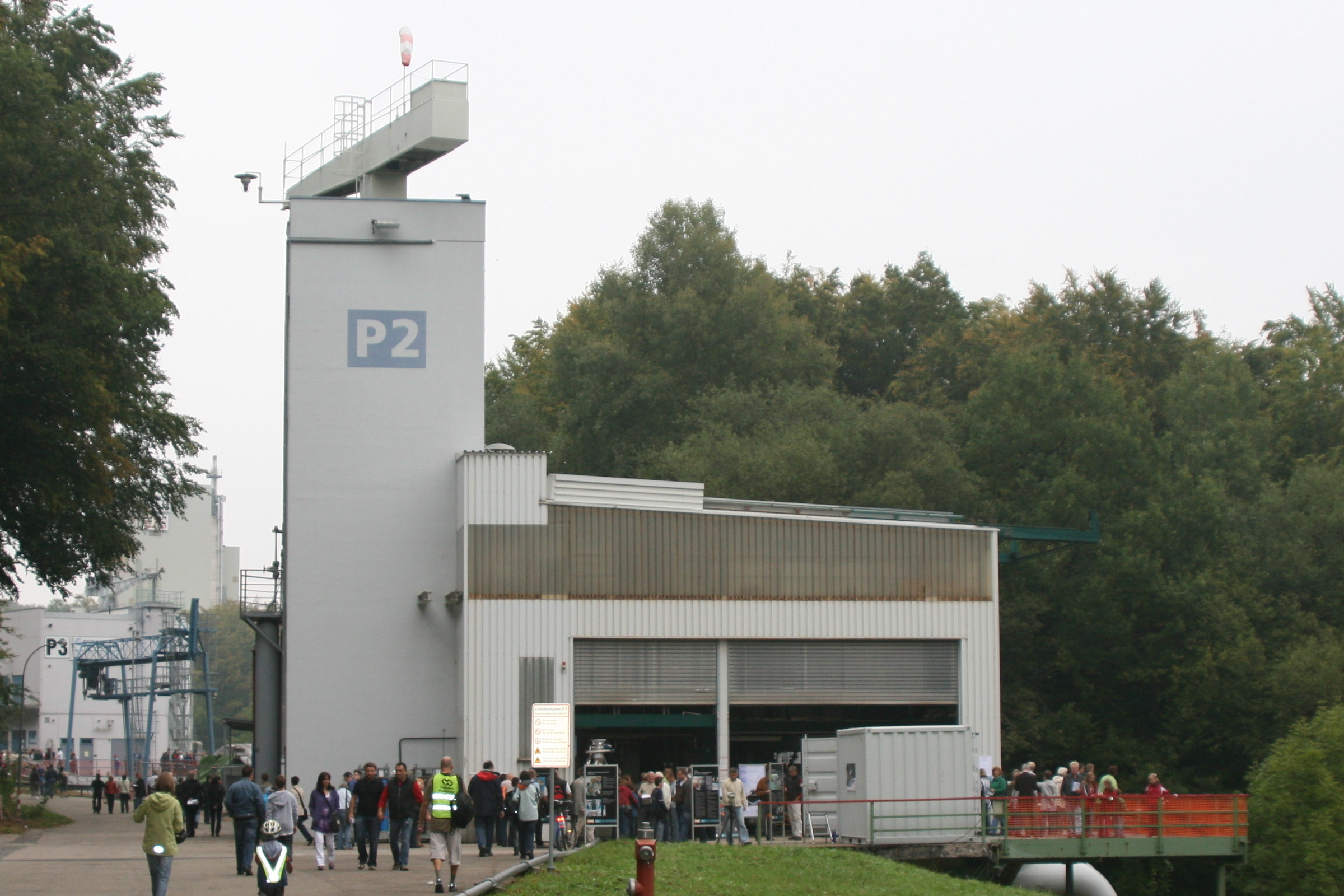
Banc d'essais P2.

Le banc d'essais P2 est utilisé pour tester les moteurs hypergoliques ayant une poussée allant jusqu'à 100 kN dans les conditions au sol.

### Banc d'essais P3
Le banc d'essais P3 permet de tester des composants pour moteurs à ergols cryogéniques. Il a été mis en place principalement pour y réaliser des tests de chambres de combustion, comme celles du Vulcain 1 ou du Vinci.

### Banc d'essais P4

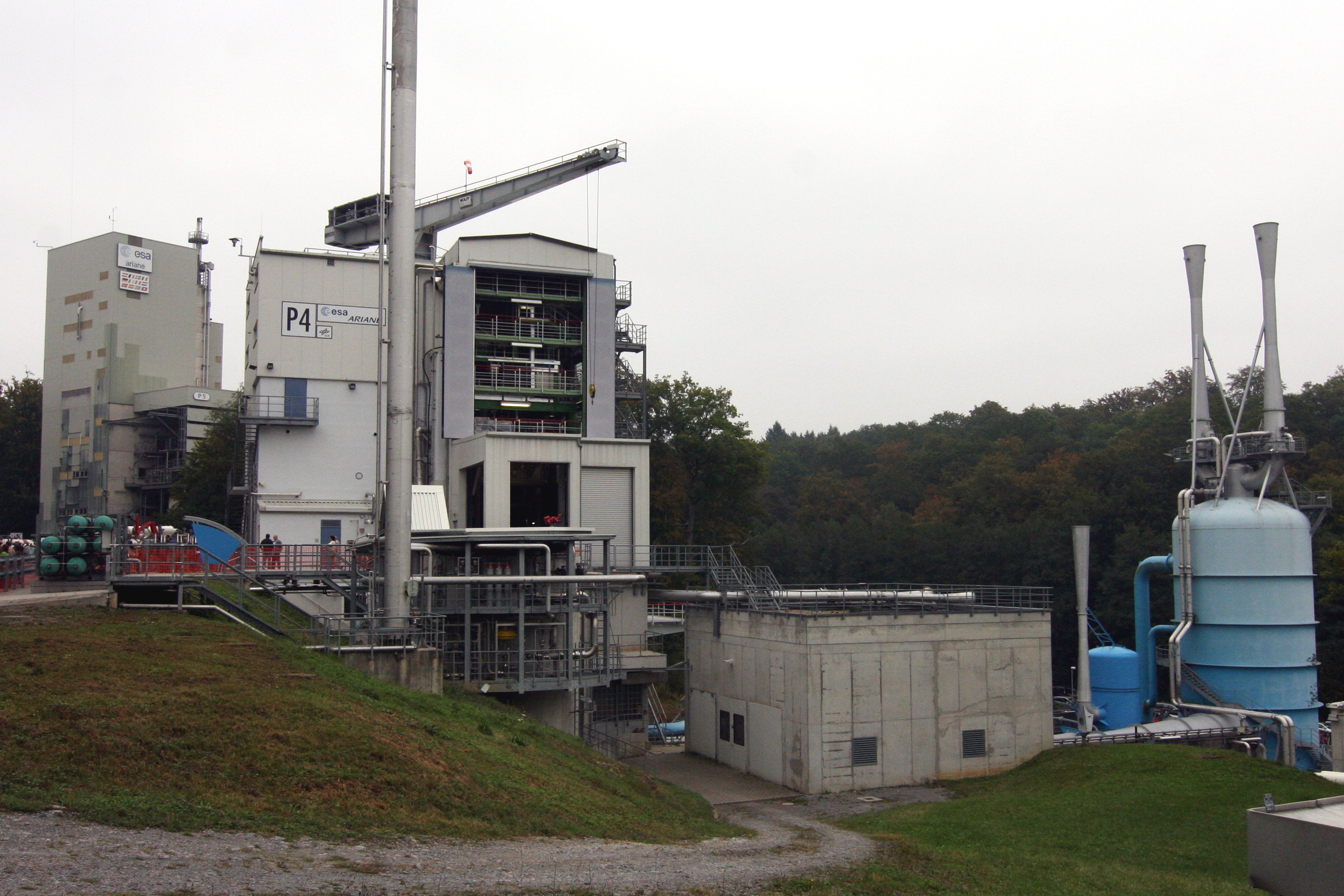
Banc d'essais P4.

Le banc d'essais sous vide P4 est constitué de deux bancs d'essais P4.1 et P4.2. Le banc d'essais P4.2 est utilisé pour le moteur Aestus, tandis que P4.1 est utilisé pour le moteur Vinci.

### Banc d'essais P5

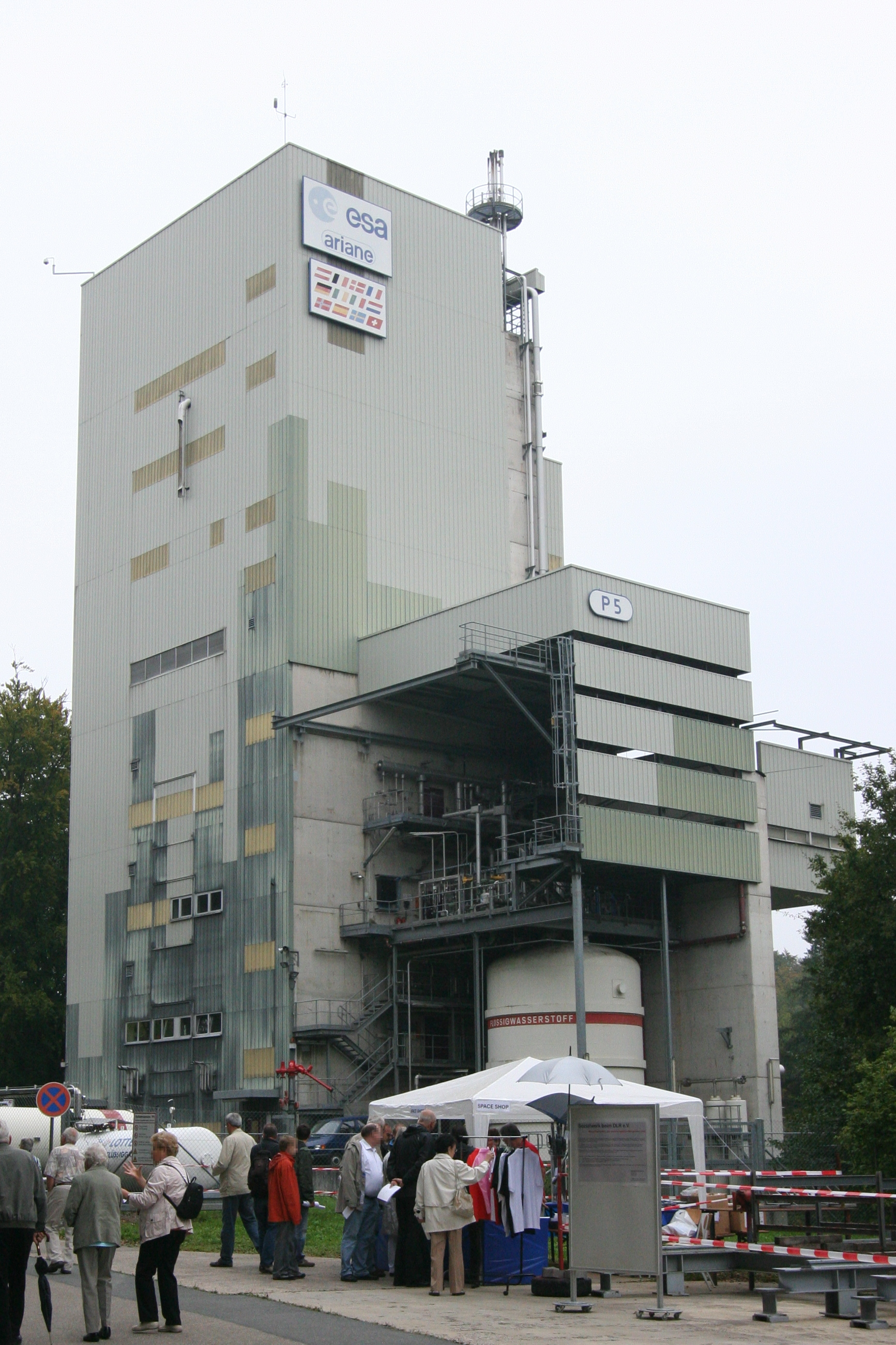
Banc d'essais P5.

Le banc d'essais P5 a été utilisé pour le développement et la qualification des moteurs Vulcain et Vulcain 2. Il est aujourd'hui principalement utilisé pour tester des moteurs dans le cadre du programme ARTA de l'ESA.

### Banc d'essais P6
Le banc d'essais P6 permet de simuler un environnement de haute altitude, et est utilisé pour les propulseurs à gaz froid. 

### Banc d'essais P8
Le banc d'essais P8 permet de tester des moteurs à hydrogène/oxygène à combustion à haute pression.